# Midnattssol
Midnattssol (Jour polaire in francese) è una serie televisiva svedese e francese trasmessa dal 23 ottobre 2016 sul canale SVT1. In Francia, la serie va in onda dal 28 novembre 2016 su Canal+.
Nel 2016, la serie ha vinto il premio di Miglior serie televisiva all'Audience Award.
In Italia, la serie è inedita.

## Trama
Nell'estate artica, Kiruna, una piccola città svedese del Circolo polare artico, viene colpita da un misterioso omicidio particolarmente violento di un cittadino francese. Kahina Zadi, tenente della polizia francese per la violenza alle persone (OCRVP) viene incaricata di indagare con la polizia locale e insieme al procuratore Anders Harnesk.

## Episodi
| Stagione       | Episodi | Prima TV Svezia | Prima TV Italia |
| -------------- | ------- | --------------- | --------------- |
| Prima stagione | 8       | 2016            | inedita         |